# Чемпіонство WWE Speed
Чемпіонство WWE Speed — чоловічий чемпіонський титул у професійному реслінгу, створений американським промоушеном WWE 27 березня 2024 року і розігрується між усіма трьома брендами компанії. Умовою матчів за чемпіонство WWE Speed є перемога над опонентом за три хвилини. Чемпіонство назване на честь онлайн-програми WWE Speed, де і транслюються виключно ці матчі. Першим чемпіоном був Рикошет (на той момент реслер RAW), який переміг Джонні Гаргано у фіналі інавгураційного турніру. Діючий чемпіон — Ель Гранде Американо з бренду RAW, котрий переміг Дрегона Лі під час запису випуску WWE Speed 5 травня 2025 року. В ефір даний епізод вийде 7 травня і з того ж дня WWE офіційно визнає початок рейну Ель Гранде.

## Історія

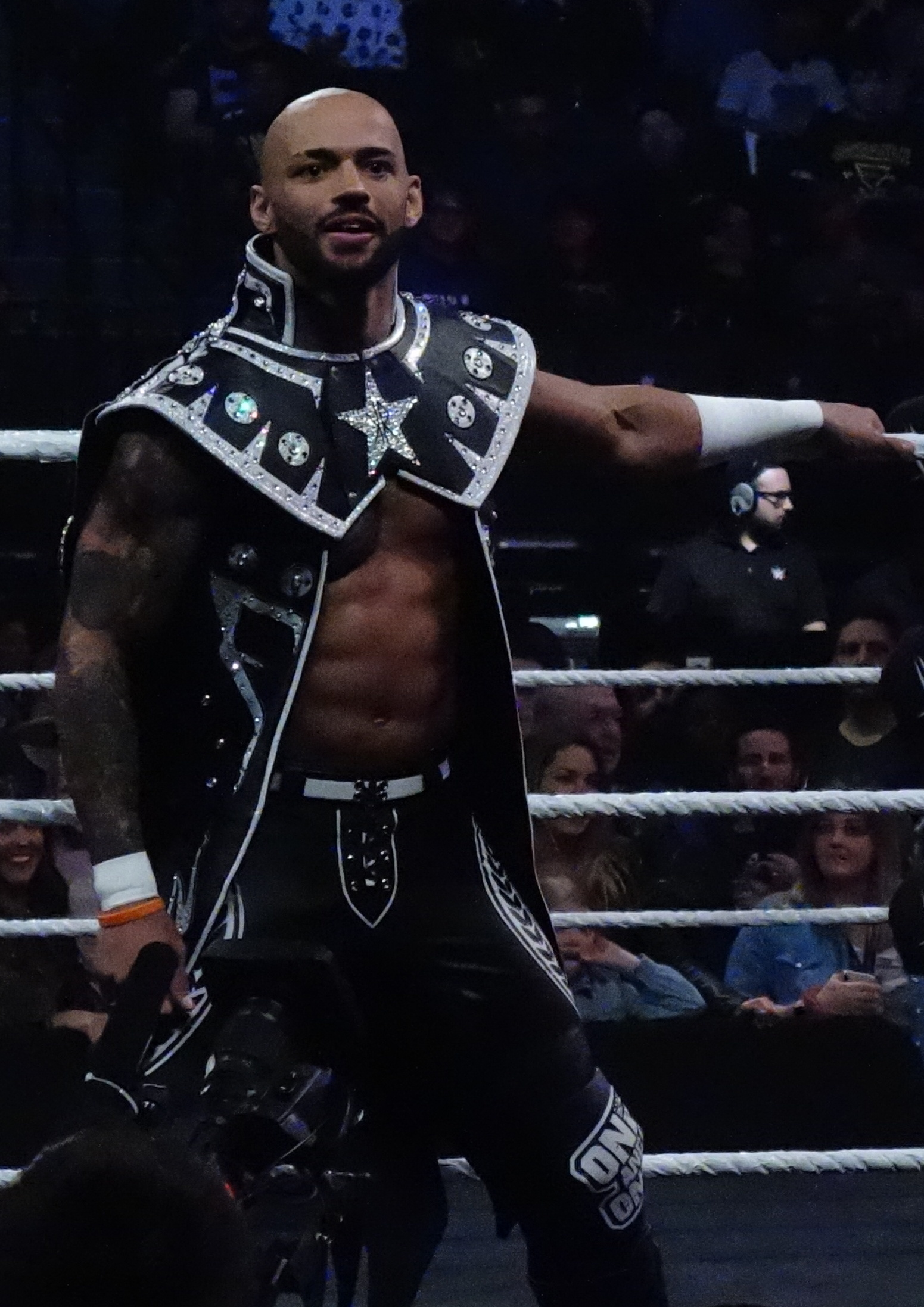
Перший чемпіон Рикошет

9 лютого 2024 року американський реслінг-промоушен WWE оголосив про партнерство з X і представив шоу WWE Speed - щотижневі відеовипуски, яка транслюватимуться виключно на платформі вказаної соціальної мережі, де реслери виступатимуть у матчах із п'ятихвилинним обмеженням часу. Наступного місяця, 27 березня, коментатор WWE Корі Ґрейвс оголосив, що прем'єра «WWE Speed» відбудеться 3 квітня 2024 року, але натомість матчі триватимуть три хвилини. Було також оголошено про проведення турніру з вісьмома учасниками, аби визначити першого чемпіона WWE Speed. Турнір мав відбутися протягом кількох перших епізодів програми. Також було розкрито деталь, що представники усіх трьох брендів WWE — RAW, SmackDown і підготовчого бренду NXT мають право поборотися за титул. Під час фіналу турніру, який був записаний 26 квітня 2024 року та транслювавася 3 травня, Рикошет переміг Джонні Гаргано та став першим чемпіоном. На фіналі турніру також підтвердили, що матчі за титул чемпіона триватимуть п'ять хвилин замість звичайної трихвилинної тривалості WWE Speed.

### Інавгураційний турнір
|  | Чвертьфінали WWE Speed (3 – 17 квітня 2024) | Чвертьфінали WWE Speed (3 – 17 квітня 2024) | Чвертьфінали WWE Speed (3 – 17 квітня 2024) |                 |             | Півфінали WWE Speed (24 квітня – 1 травня 2024) | Півфінали WWE Speed (24 квітня – 1 травня 2024) | Півфінали WWE Speed (24 квітня – 1 травня 2024) |  |  | Фінал WWE Speed (ефір 3 травня 2024) | Фінал WWE Speed (ефір 3 травня 2024) | Фінал WWE Speed (ефір 3 травня 2024) |  |
|  |                                             |                                             |                                             |                 |             |                                                 |                                                 |                                                 |  |  |                                      |                                      |                                      |  |
|  | Рикошет                                     | Рикошет                                     | Утримання                                   |                 |             |                                                 |                                                 |                                                 |  |  |                                      |                                      |                                      |  |
|  | Рикошет                                     | Рикошет                                     | Утримання                                   |                 |             |                                                 |                                                 |                                                 |  |  |                                      |                                      |                                      |  |
|  | Дрегон Лі                                   | Дрегон Лі                                   | 02:57                                       |                 |             |                                                 |                                                 |                                                 |  |  |                                      |                                      |                                      |  |
|  | Дрегон Лі                                   | Дрегон Лі                                   | 02:57                                       |                 | Рикошет     | Рикошет                                         | Утримання                                       |                                                 |  |  |                                      |                                      |                                      |  |
|  |                                             |                                             |                                             |                 | Рикошет     | Рикошет                                         | Утримання                                       |                                                 |  |  |                                      |                                      |                                      |  |
|  |                                             |                                             | Джей Ді МакДона                             | Джей Ді МакДона | 01:58       |                                                 |                                                 |                                                 |  |  |                                      |                                      |                                      |  |
|  | Джей Ді МакДона                             | Джей Ді МакДона                             | Джей Ді МакДона                             | Джей Ді МакДона | 01:58       | Утримання                                       |                                                 |                                                 |  |  |                                      |                                      |                                      |  |
|  | Джей Ді МакДона                             | Джей Ді МакДона                             |                                             |                 |             |                                                 |                                                 |                                                 |  |  |                                      |                                      |                                      |  |
|  | Аксіом                                      | Аксіом                                      | 02:26                                       |                 |             |                                                 |                                                 |                                                 |  |  |                                      |                                      |                                      |  |
|  | Аксіом                                      | Аксіом                                      | 02:26                                       |                 | Рикошет     | Рикошет                                         | Утримання                                       |                                                 |  |  |                                      |                                      |                                      |  |
|  |                                             |                                             |                                             |                 |             |                                                 |                                                 |                                                 |  |  |                                      |                                      |                                      |  |
|  |                                             |                                             | Джонні Гаргано                              | Джонні Гаргано  | 04:21       |                                                 |                                                 |                                                 |  |  |                                      |                                      |                                      |  |
|  | Бронсон Рід                                 | Бронсон Рід                                 | Джонні Гаргано                              | Джонні Гаргано  | 04:21       | Утримання                                       |                                                 |                                                 |  |  |                                      |                                      |                                      |  |
|  | Бронсон Рід                                 | Бронсон Рід                                 |                                             |                 |             |                                                 |                                                 |                                                 |  |  |                                      |                                      |                                      |  |
|  | Седрік Александер                           | Седрік Александер                           | 01:50                                       |                 |             |                                                 |                                                 |                                                 |  |  |                                      |                                      |                                      |  |
|  | Седрік Александер                           | Седрік Александер                           | 01:50                                       |                 | Бронсон Рід | Бронсон Рід                                     | 02:23                                           |                                                 |  |  |                                      |                                      |                                      |  |
|  |                                             |                                             |                                             |                 | Бронсон Рід | Бронсон Рід                                     | 02:23                                           |                                                 |  |  |                                      |                                      |                                      |  |
|  |                                             |                                             | Джонні Гаргано                              | Джонні Гаргано  | Утримання   |                                                 |                                                 |                                                 |  |  |                                      |                                      |                                      |  |
|  | Джонні Гаргано                              | Джонні Гаргано                              | Джонні Гаргано                              | Джонні Гаргано  | Утримання   | Утримання                                       |                                                 |                                                 |  |  |                                      |                                      |                                      |  |
|  | Джонні Гаргано                              | Джонні Гаргано                              |                                             |                 |             |                                                 |                                                 |                                                 |  |  |                                      |                                      |                                      |  |
|  | Анхель                                      | Анхель                                      | 02:08                                       |                 |             |                                                 |                                                 |                                                 |  |  |                                      |                                      |                                      |  |

## Чемпіони
Станом на 16 липня 2025 року наявні три чемпіонські рейни. Першим чемпіоном став Рикошет який також є найстарішим (35 років) чемпіоном. Чинний чемпіон WWE Speed (вперше для себе) — Ель Гранде Американо з бренду RAW. Він переміг іншого представника RAW Дрегона Лі під час запису епізоду WWE Speed 5 травня 2025 року (в ефірі 7 травня).
| № | Чемпіон              | Статистика     | Статистика      | Статистика           | Зміна власника титулу | Зміна власника титулу | Зміна власника титулу | Примітка | Посилання    |
| № | Чемпіон              | Днів (визнано) | Днів (фактично) | Кількість чемпіонств | Зміна власника титулу | Зміна власника титулу | Зміна власника титулу | Примітка | Посилання    |
| № | Чемпіон              | Днів (визнано) | Днів (фактично) | Кількість чемпіонств | Дата                  | Шоу                   | Місце                 | Примітка | Посилання    |
| - | -------------------- | -------------- | --------------- | -------------------- | --------------------- | --------------------- | --------------------- | --- | ------------ |
| 1 | Рикошет              | 42             | 42              | 1                    | 26 квітня 2024        | WWE Speed             | Цинциннаті, Огайо     | У фіналі турніру переміг Джонні Ґарґано і став першим чемпіоном. WWE визнає початок рейну Рикошета 3 травня 2024 року, коли епізод шоу вийшов в ефір.                                                              | [ 3 ] [ 11 ] |
| 2 | Андраде              | 159            | 161             | 1                    | 7 червня 2024         | WWE Speed             | Луїсвілл, Кентуккі    | WWE визнає рейн Андраде таким, що почався, коли епізод шоу WWE Speed вийшов в ефір 14 червня 2024 року. | [ 12 ]       |
| 3 | Дрегон Лі            | 168            | 171             | 1                    | 15 листопада 2024     | WWE Speed             | Мілвокі, Вісконсин    | WWE визнає рейн Дрегона Лі таким, що почався, коли епізод шоу WWE Speed вийшов в ефір 20 листопада 2024 року. | [ 13 ]       |
| 4 | Ель Гранде Американо | 70+            | 72+             | 1                    | 5 травня 2025         | WWE Speed             | Омаха, Небраска       | WWE визнає рейн Ель Гранде Американо таким, що почався, коли епізод шоу WWE Speed вийшов в ефір 7 травня 2025 року. Початково титул здобув Чад Ґейбл в даному образі, але через травму його замінив Людвіг Кайзер. |              |